# Sorges
Sorges korábbi község Franciaországban, Dordogne megyében. Lakosainak száma 1283 fő (2018. január 1.).
2016. január 1-jén Ligueux korábbi községgel egyesült és az így létrejött Sorges et Ligueux en Périgord új község része lett.

## Népesség
A település népessége az elmúlt években az alábbi módon változott:
| Lakosok száma | 980  | 892  | 876  | 1074 | 1123 | 1265 | 1305 | 1584 | 1274 | 1283 |
|               | 1962 | 1968 | 1975 | 1990 | 1999 | 2008 | 2013 | 2016 | 2017 | 2018 |

## Látnivalók
Sorges  a francia „szarvasgomba fővárosa”. Világhírű szállodája az Alberge de la Truffe, ahol a legkülönfélébb rafinált szarvasgombás ételeket készítik. Itt található a világ első szarvasgomba múzeuma is.